# Amir (nome ebraico)
Amir (in ebraico: אָמִיר) è un nome proprio di persona ebraico maschile.

## Varianti
- Femminili: אַמִירָה (Amira)[1]

## Origine e diffusione
Deriva dal termine אָמִיר (amir), che vuol dire "cima d'albero". 
Va notato che questo nome coincide con Amir, un nome arabo omografo, ma ben distinto.

## Onomastico
Non esistono santi che portano questo nome, che quindi è adespota. L'onomastico può essere festeggiato in occasione di Ognissanti, il 1º novembre.

## Persone

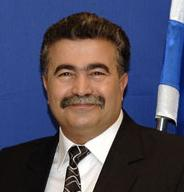
Amir Peretz

- Amir Aczel, divulgatore scientifico israeliano naturalizzato statunitense
- Amir Bar-Lev, regista e produttore cinematografico statunitense
- Amir Edri, calciatore israeliano
- Amir Or, poeta israeliano
- Amir Peretz, politico israeliano

### Variante femminile Amira
- Amira Hass, scrittrice e giornalista israeliana

## Il nome nelle arti
- Amira Moselle è un personaggio della serie di romanzi La Ruota del Tempo, scritta da Robert Jordan.